# 擬蕨

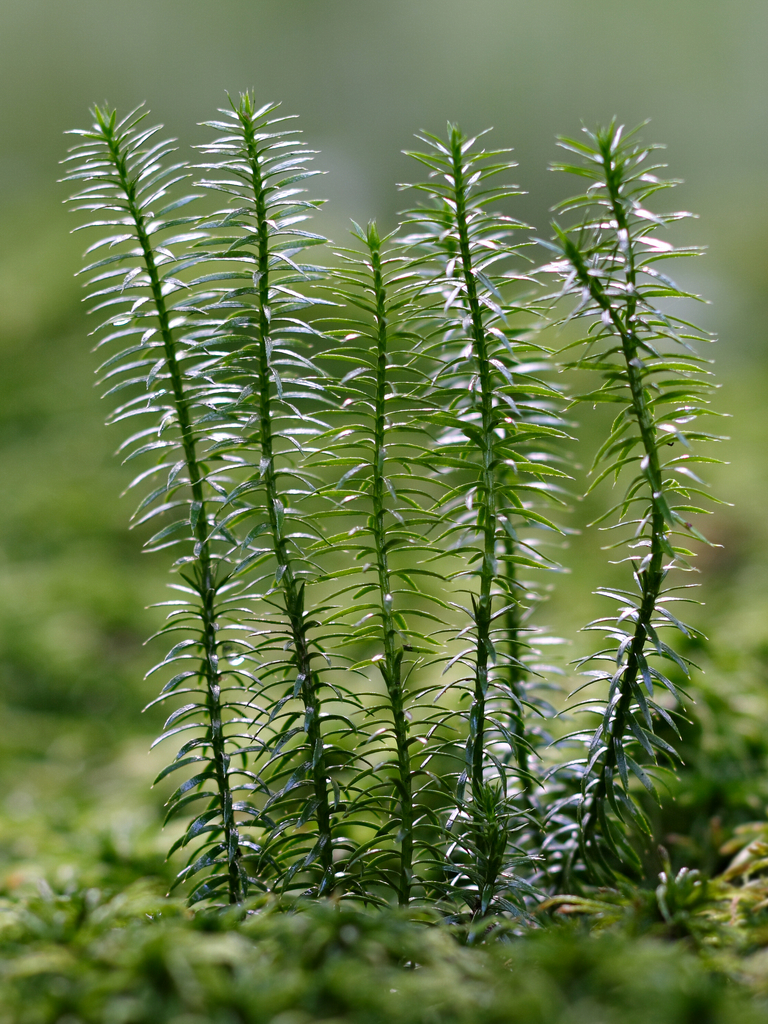
分布於北半球溫帶地區的蔓石松，是石松綱的一員。

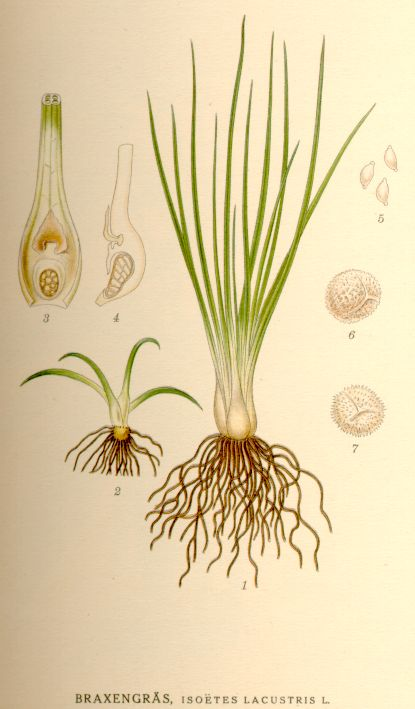
水韭綱的成員：Isoëtes lacustris（水韭的手繪圖）

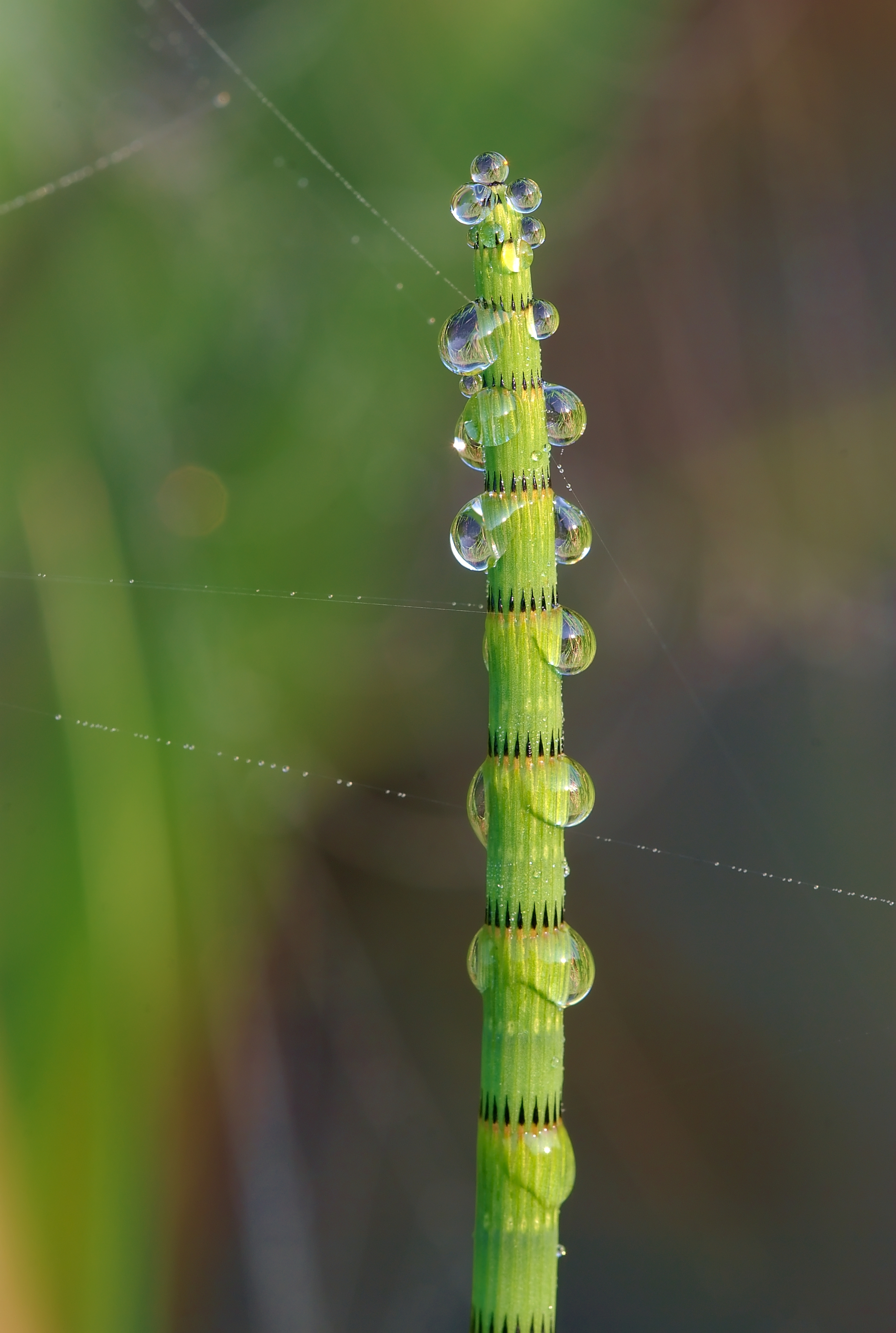
木賊綱的成員：Equisetum fluviatile。

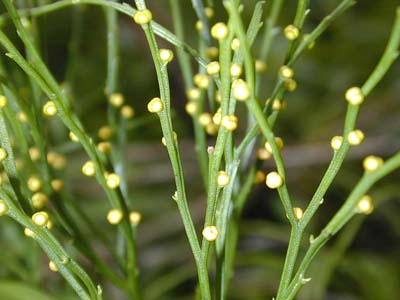
松葉蕨，Psilotum nudum

擬蕨這個名稱乃相對於「真蕨」而言。它們傳統上被歸類於廣義的蕨類植物，但現在由於親緣關係的確定，這群不形成單系群的植物，各分別被納入石松門（石松類、卷柏類、水韭及部份已滅絕的化石植物）與蕨類植物門（松葉蕨、木賊類等）。
擬蕨是一群形態多樣、不產生種子的維管束植物，它們散播的方式與真蕨相同，都是產生孢子，孢子散出後，在合適的地方萌發，開始其世代交替的生活史。

## 分類
擬蕨原先指的是大約三或四群植物，在不同的分類架構裡，它們可能被分為植物界下的綱或是門；或者，與真蕨同時被歸類於同一個門中，蕨類植物門。
在最近的研究發現，上述的傳統蕨類植物門（class Filices）並不是單源系，下列的分類代表較為人接受之分類架構。傳統上稱為擬蕨的類群於括弧中說明，同時註明厚囊蕨、薄囊蕨等。
- 植物界
亞界 維管束植物（Tracheobionta）
  - 石松門
    - 石松綱：石松類植物（擬蕨）
    - 卷柏綱：卷柏類植物（擬蕨）
    - 水韭綱：水韭（擬蕨）、鱗木（已滅絕）

  - 蕨類植物門
    - 木賊綱：木賊類植物（擬蕨）
    - 松葉蕨綱： 松葉蕨（擬蕨）、瓶爾小草（厚囊蕨）、陰地蕨（厚囊蕨）
    - 合囊蕨綱： 蓮座蕨（厚囊蕨）
    - 真蕨綱：薄囊蕨類（leptosporangiate ferns），亦稱為水龍骨綱（Polypodiopsida）。

  - 種子植物門：

## 外部連結
- Common Ferns and Fern-Ally Species （页面存档备份，存于）
- A Classification of the Ferns and Fern-Allies (uses frames)
- Non-seed plant images at bioimages.vanderbilt.edu
- Lord, Thomas R. (2006). Ferns and Fern Allies of Pennsylvania. Indiana, PA: Pinelands Press  （页面存档备份，存于）